# Droga krajowa nr 33 (Polska)
Droga krajowa nr 33 (DK33) – droga krajowa klasy G w południowej części województwa dolnośląskiego w Kotlinie Kłodzkiej o długości około 44,8 km. Przebiega południkowo przez atrakcyjne turystycznie obszary doliny Nysy Kłodzkiej. Łączy Kłodzko z najbardziej wysuniętym na południe punktem w województwie dolnośląskim, czyli granicą z Czechami w Boboszowie.
Trasa na całej długości wraz z drogami
- Kłodzko – Nowa Ruda – Wałbrzych,
- Wałbrzych – Świebodzice,
- Świebodzice – Dobromierz,
- Dobromierz – Jelenia Góra

nazywane były dawniej Łukiem Sudeckim.

## Historia numeracji
Na przestrzeni lat trasa posiadała różne oznaczenia i kategorie:

| Numer | Kategoria                                               | Przebieg                                             | Lata obowiązywania | Źródło | Uwagi |
| ----- | ------------------------------------------------------- | ---------------------------------------------------- | ------------------ | --- | --- |
| 41    | • droga państwowa: do 1985 • droga krajowa: od 1 X 1985 | Kłodzko – Bystrzyca Kłodzka – Międzylesie – Boboszów | 1952(?) – 1986     | - Mapa samochodowa Polski 1:1 000 , Warszawa: Państwowe Przedsiębiorstwo Wydawnictw Kartograficznych, 1962. Brak numerów stron w książce - Mapa samochodowa Polski 1:1 000 , wyd. jedenaste, Warszawa: Państwowe Przedsiębiorstwo Wydawnictw Kartograficznych, 1972. Brak numerów stron w książce - Załącznik nr 3. Wykaz dróg państwowych dla celów znakowania, [w:] Instrukcja o znakach i sygnałach na drogach, wyd. 1, Warszawa: Wydawnictwa Komunikacji i Łączności, 1975. Brak numerów stron w książce - Samochodowy atlas Polski 1:500 000. Wyd. V. Warszawa: Państwowe Przedsiębiorstwo Wydawnictw Kartograficznych, 1979, s. 117, 119. ISBN 83-7000-017-7. - Samochodowy atlas Polski 1:500 000. Wyd. VI. Warszawa: Państwowe Przedsiębiorstwo Wydawnictw Kartograficznych, 1980, s. 117, 119. - Mapa samochodowa Polski 1:1 500 000, Załącznik do informatora samochodowo-motocyklowego – rocznik XXVIII, Warszawa/Wrocław: Państwowe Przedsiębiorstwo Wydawnictw Kartograficznych, 1983. Brak numerów stron w książce                                                          | • niepewna data wprowadzenia numeracji • w 1985 roku na mocy Ustawy o drogach publicznych otrzymała kategorię drogi krajowej |
| 381   | droga krajowa                                           | Kłodzko – Międzylesie – granica państwa              | 14 II 1986 – 2000  | - Uchwała nr 192 Rady Ministrów z dnia 2 grudnia 1985 r. w sprawie zaliczenia dróg do kategorii dróg krajowych (M.P. z 1986 r. nr 3, poz. 16) - Polska: atlas samochodowy 1:300 000. Wyd. pierwsze. Warszawa: Polskie Przedsiębiorstwo Wydawnictw Kartograficznych, 1992. ISBN 83-7000-080-0. Brak numerów stron w książce - Polska: mapa samochodowa 1:700 000, wyd. 1, Szczecin: Wydawnictwo Kartograficzne KOMPAS, 1996–1997, ISBN 83-904373-2-5. Brak numerów stron w książce - Polska: mapa samochodowa 1:700 000, wyd. II Zmienione i poprawione, Szczecin: Wydawnictwo Kartograficzne KOMPAS, 1997–1998, ISBN 83-904373-3-3. Brak numerów stron w książce - Polska: mapa samochodowa z podziałem administracyjnym 1:700 000, wyd. V Zmienione, poprawione i uaktualnione, Szczecin: Wydawnictwo Kartograficzne KOMPAS, 1999–2000, ISBN 83-904373-7-6. Brak numerów stron w książce - Rozporządzenie Rady Ministrów z dnia 15 grudnia 1998 r. w sprawie ustalenia wykazu dróg krajowych i wojewódzkich (Dz.U. z 1998 r. nr 160, poz. 1071) – wykaz dróg krajowych przed rokiem 2000 | droga na całej długości dopuszczona do ruchu ciężkiego – dopuszczalny nacisk na oś do 10 ton                                 |
| 33    | droga krajowa                                           | Kłodzko – Międzylesie – granica państwa              | od 2000            | - Zarządzenie nr 6 Generalnego Dyrektora Dróg Publicznych z dnia 9 maja 2000 r. w sprawie nowych numerów dróg krajowych [online], Rzeczpospolita, 4 lipca 2000. - Polska: mapa samochodowa z podziałem administracyjnym 1:700 000, wyd. XII zmienione, poprawione i uaktualnione, Szczecin: Wydawnictwo Kartograficzne KOMPAS, 2004–2005, ISBN 83-904373-7-6. Brak numerów stron w książce - Polska: mapa samochodowa z podziałem administracyjnym 1:700 000, wyd. XII zmienione, poprawione i uaktualnione, Szczecin: Wydawnictwo Kartograficzne KOMPAS, 2005–2006, ISBN 83-904373-7-6. Brak numerów stron w książce - Polska 2016: mapa samochodowa 1:700 000, wyd. XXVII, Dom Wydawniczy PWN, 2016, ISBN 978-83-7705-942-5. Brak numerów stron w książce - Polska 2020/2021: mapa samochodowa 1:700 000, Warszawa: Grupa PWN, 2020, ISBN 978-83-65808-36-3. Brak numerów stron w książce | informacje dla ruchu ciężkiego                                                                                               |

## Dopuszczalny nacisk na oś
Od 13 marca 2021 roku na całej długości drogi dopuszczalny jest ruch pojazdów o nacisku pojedynczej osi napędowej do 11,5 tony.

### Do 13 marca 2021 r.
Wcześniej droga krajowa nr 33 była objęta ograniczeniami dopuszczalnego nacisku pojedynczej osi:
| Znak | Dopuszczalny nacisk | Odcinek                                                      |
| ---- | ------------------- | ------------------------------------------------------------ |
| DK33 | do 10 ton           | Kłodzko – Bystrzyca Kłodzka                                  |
| DK33 | do 8 ton            | Bystrzyca Kłodzka – Międzylesie – Boboszów – granica państwa |

## Ważniejsze miejscowości leżące na trasie DK33
- Kłodzko (DK8, DK46) – obwodnica
- Jaszkowa Dolna
- Żelazno
- Bystrzyca Kłodzka – obwodnica
- Wilkanów
- Domaszków
- Międzylesie
- Boboszów – granica z Czechami